# Negermagasinet
Negermagasinet, dansk talkshow med mål att hylla afrikaner och afrikansk kultur i Danmark och resten av världen. Programmet sänds på DR1 och programledare är John Zulu och Vincent Byakika.